# Tunguhorn
Tunguhorn är en bergstopp i republiken Island. Den ligger i regionen Västfjordarna, 260 km norr om huvudstaden Reykjavík. Toppen på Tunguhorn är 470 meter över havet, eller 61 meter över den omgivande terrängen. Bredden vid basen är 4,0 km.
Trakten runt Tunguhorn är nära nog obefolkad, med mindre än två invånare per kvadratkilometer. Det finns inga samhällen i närheten. Trakten runt Tunguhorn består i huvudsak av gräsmarker.